# Ramon Oms

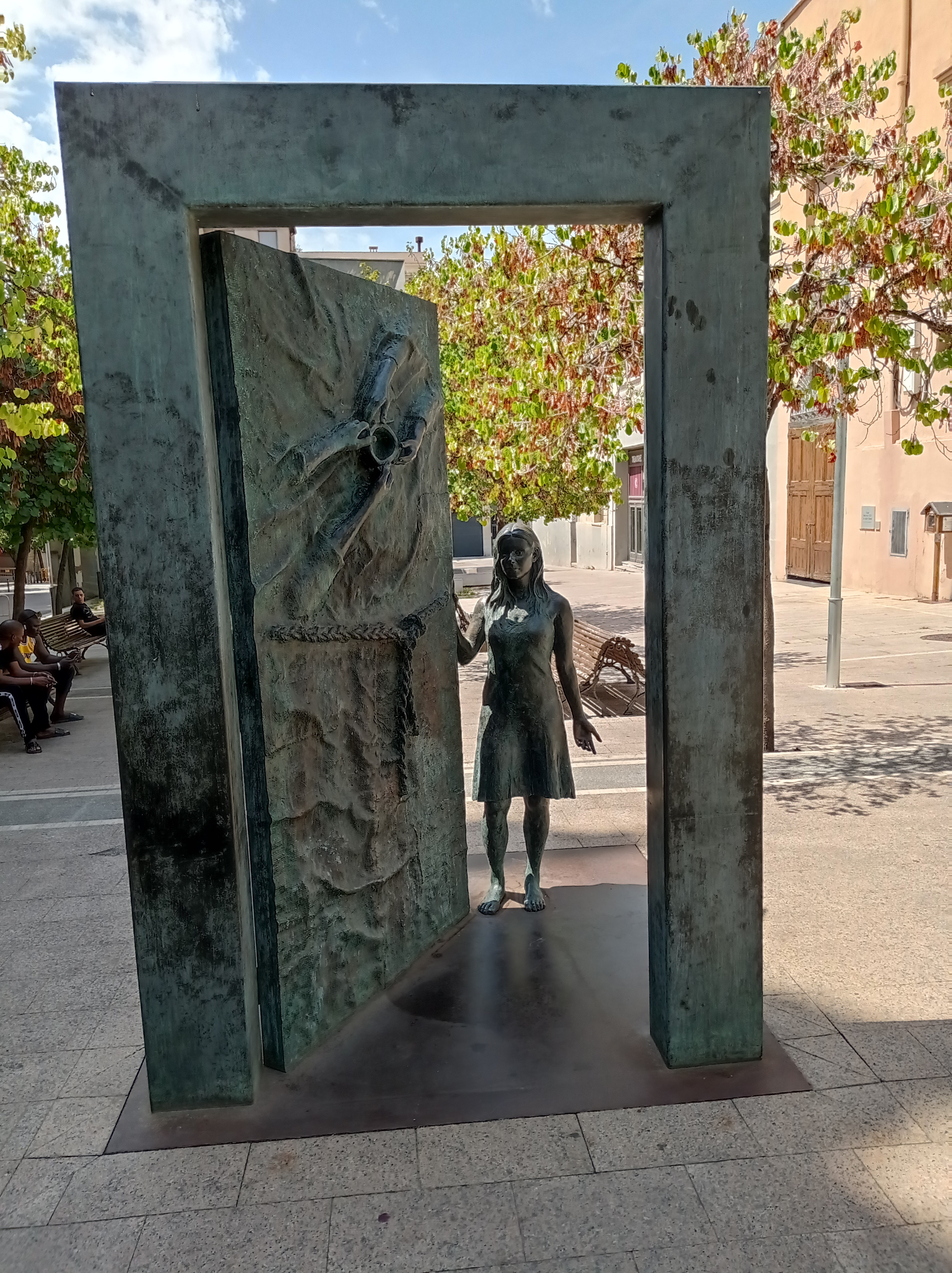
La acogida, Manresa (2015)

Ramon Oms i Pons (Manresa, 17 de noviembre de 1951) es un escultor español. 

## Biografía
Creció rodeado de los materiales que su padre, Isidre Oms, usaba para hacer pesebres. Empezó a estudiar en el colegio de las Dominicas, después en la Academia Rial, y más tarde, al ponerse a trabajar, estudió el bachillerato nocturno en el Instituto Lluís de Peguera, pero lo dejó al tercer curso. Interesado por el dibujo, hizo diseño gráfico y lo combinó con oficios como el de modelista, que ejerció durante un par de años. Más tarde trabajó como diseñador e ilustrador de libros.

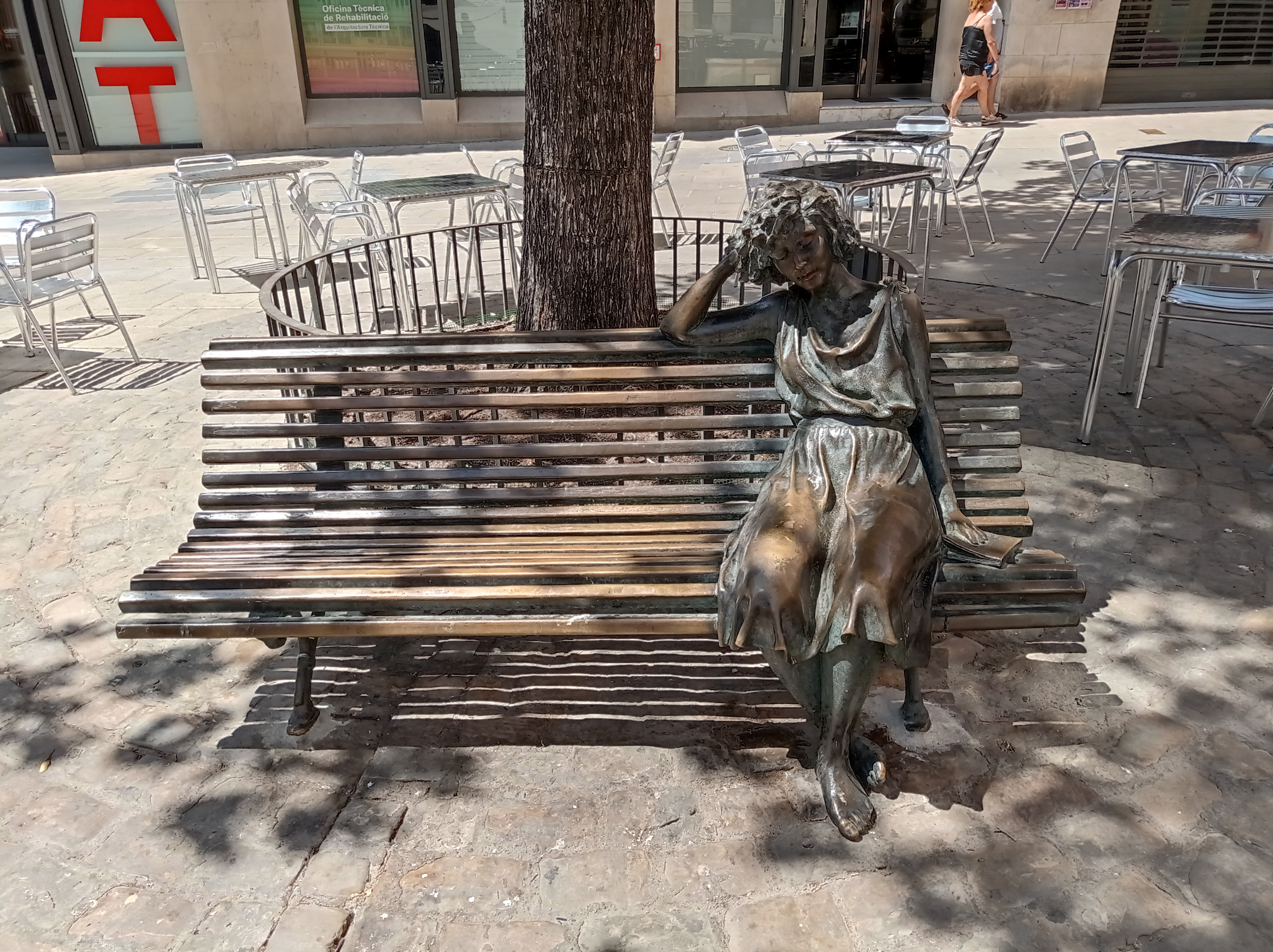
En la sombra, Manresa (1990)

A principios de los años 1970, se interesó por la cerámica, que empezó a practicar en un taller de Sant Vicenç de Castellet, donde aprendió a usar el torno y a trabajar con barro. Así es como hizo sus primeros modelos de barro, los retratos de su mujer Maga y de su hijo Sergi, con los cuales ganó el primer premio en el Concurso de Artistas Manresanos en 1980 y el primer premio en el concurso Salón de Martorell en 1981. Conjuntamente con otros artistas, expuso bajo el título Agua y, con Pere Soldevila y Toni Ferrer, participó en varias exposiciones.
A principios de los años 1980, el industrial Manuel Pujol i Roca le encargó diferentes obras, sin ponerle límites. Estos encargos le decidieron a dedicar su vida a la escultura. La base de su trabajo siempre sería el barro, en el que elaboraba todos los modelos, aunque la escultura final sea de mármol o bronce. Viajes a Florencia, Roma y París le reafirmaron en dedicarse a la escultura. También elaboró medallas conmemorativas, plafones y placas.
La figura femenina y los niños son sus temas predilectos, al tiempo que le gusta que la escultura esté integrada en el paisaje y que refleje un momento plácido y poético. Entre sus obras hay que remarcar las que tiene en la ciudad de Manresa: Homenaje a los niños, recordando a Xesco Boix (1987), Mujer (1988), En la sombra (1990), Al teatro (1993), La acogida (2015) o el Homenaje a Joaquim Amat-Piniella en la terraza del Casino de Manresa (2013).